# Гассетт, Грейс
Грейс Гассетт (англ. Grace Gassette; 1871—1955) — американская художница и скульптор, награжденная за вклад в разработку ортопедических приспособлений для лечения раненых во время Первой мировой войны.

## Биография
Родилась 28 марта 1871 года в Чикаго в семье Нормана Теодора Гассетта и его жены — Марты Грейвс Гассетт. Её отец был бизнесменом и ветераном Гражданской войны в США; после смерти матери девочку воспитывала мачеха — Амелия Боггс Гассет.
В молодости Грейс была одним из основателей Женского спортивного клуба в Чикаго (Chicago Woman’s Athletic Club). Она училась живописи у Мэри Кэссетт и изучала искусство в Париже, где входила в круг общения американских женщин, в числе которых были Гертруда Стайн и Элис Вудс Ульман.
Перед Первой мировой войной Грейс Гассетт жила со своей мачехой в Париже и работала художницей-портретисткой. С началом войны она отвечала за хирургические принадлежности для американской больницы скорой помощи в городе Нёйи-сюр-Сен. В 1916 году она была назначена техническим директором франко-американского комитета по корректирующему хирургическому оборудованию, работающего над системами вытяжения и другими ортопедическими средствами для раненых на войне солдат. Она спроектировала такие устройства, как подвесной гамак Гассетт (Gassette Suspensory Hammock), а также недорогое деревянное устройство, предназначенное для сохранения большего комфорта, симметрии и функции для заживающего тела. Публиковалась о своей работе в медицинских журналах. «В результате тщательного изучения она нашла средства для облегчения страданий и ускорения лечения мужчин со сломанными или раздробленными руками или ногами», — сообщалось в одном отчете 1918 года.
Французское правительство наградило Грейс Гассетт за её заслуги орденом Почетного легиона — она стала одной из первых двух американских женщин, удостоенных такой чести, наряду с писательницей Эдит Уортон.
После войны Грейс Гассетт жила в Базенвиле, занималась педагогической работой, написала две книги на французском языке на темы здоровья: La Clé (1938) и La Santé (1950). С ней консультировались по поводу лечения Франклина Рузвельта
, когда его здоровье ухудшалось в 1944 году.
Умерла в 1955 году в Вудстоке и была похоронена на городском кладбище Riverside Cemetery. Замужем не была.